# Theta Librae
Theta Librae (θ Librae, förkortat Theta Lib, θ Lib) som är stjärnans Bayerbeteckning, är en jättestjärna belägen i den östra delen av stjärnbilden Vågen. Den har en skenbar magnitud på 4,13 och är synlig för blotta ögat. Baserat på parallaxmätning inom Hipparcosuppdraget på ca 20 mas, beräknas den befinna sig på ett avstånd av ca 163 ljusår (50 parsek) från solen.

## Egenskaper
Theta Librae är en orange till röd jättestjärna av spektralklass K0 III. Den har en uppskattad massa som är 84 procent större än solens massa och en radie som 9,9 gånger större än solens. Den utsänder från sin fotosfär 35 gånger mer energi än solen vid en effektiv temperatur på ca 4 700 K. 